# Marco Villa (calciatore)
Marco Villa (Düsseldorf, 18 luglio 1978) è un ex calciatore tedesco, di ruolo attaccante.
Ancora oggi detiene il record del più giovane giocatore del Möenchengladbach ad aver segnato in Bundesliga. 
Ad oggi vive in Italia insieme alla moglie Christina Villa e i due figli Chiara e Mattia   

## Carriera

### Club
Durante la sua carriera ha giocato con numerose squadre di club, tra cui in massima serie con Borussia Mönchengladbach, Ried, Panathinaikos e Norimberga, per poi trasferirsi in squadre minori italiane.

### Nazionale
Tra il 1997 ed il 1999 ha ottenuto 9 presenze ed una rete con la Nazionale tedesca Under-21.

## Palmarès

### Club

#### Competizioni nazionali
- Campionato italiano Serie C1: 1

Arezzo: 2003-2004
- Supercoppa di Lega di Serie C: 1

Arezzo: 2004

#### Competizioni regionali
- Coppa Italia Dilettanti Abruzzo: 1

L'Aquila: 2008-2009